# Fat Bottomed Girls
Fat Bottomed Girls – singel grupy Queen wydany w 1978 roku. Został napisany przez gitarzystę Briana Maya. Utwór ten znalazł się na albumie Jazz, a także pojawił się na kompilacji Greatest Hits.

## Wykonania na żywo
- Queen on Fire – Live at the Bowl
- Return of the Champions
- Super Live in Japan